# عصیان (فیلم ۱۳۷۲)
عصیان فیلمی به کارگردانی و نویسندگی حمید خیرالدین محصول سال ۱۳۷۲ است.

## بازیگران
- نیما حسندوست
- بهزاد خداویسی
- عباس امیری مقدم
- زهره حمیدی
- حسن محمدی
- محمد پورستار
- حسن باقری نژاد
- محمدعلی حقانی فر
- پوراندخت تکریم
- جواد تمیزکار
- مجید فلاح شجاعی
- اردشیر وزیری
- مریم علیپور
- مرجان مؤمن زاده
- محبوبه سلیمانی
- هاشم اقبالیان